# Relaciones Brasil-Surinam
Las Relaciones Brasil-Surinam son las relaciones bilaterales entre la República Federativa del Brasil y la República de Surinam, las relaciones diplomáticas fueron establecidas el 3 de marzo de 1976. Brasil tiene una embajada en Paramaribo desde la Independencia de Surinam el 25 de noviembre de 1975. Surinam tiene una embajada en Brasilia desde 1976, y un consulado en Belém desde 2012.

## Frontera
Surinam y Brasil comparten una frontera en la Sierra de Tumucumaque. En 1906, la frontera fue definida por el Tratado de Límites entre Brasil y los Países Bajos. Actualmente, no existen conexiones por carretera entre Brasil y Surinam, aunque existen planes para extender la BR-163 hasta Surinam, sin embargo, a fecha de 2021, todavía existen 466 kilómetros (290 millas) entre Pokigron, Surinam, y Oriximiná, Brasil. Existe un camino que no está pavimentado entre Missão Tiriyó (Brasil) y Sipaliwini (Surinam) que es usado por los Tiriyó que habitan la región de la frontera.

## Historia
En general, las relaciones entre Brasil y Surinam han sido amistosas. Hubo visitas oficiales de Surinam a Brasil en 1996, y 2018. Las relaciones se volvieron tensas cuando una Comisión Parlamentaria Brasileña sobre el comercio ilegal de drogas quería interrogar al embajador surinamés Rupert Christopher. Rupert se rehusó a verlo, y fue consecuentemente expulsado de Brasil. Las relaciones se normalizaron en 2002 cuando Sonny Hira fue nombrado embajador de Surinam en Brasil.
En 2009, disturbios comenzaron en la ciudad surinamesa de Albina después de que un habitante cimarrón fuera supuestamente apuñalado por un inmigrante brasileño. Entre 1 y 7 personas murieron como resultado, con muchas más que desaparecieron. Los inmigrantes brasileños en Albina y áreas cercanas fueron rápidamente evacuados a Paramaribo, la capital surinamesa.
En enero de 2022, el presidente brasileño Jair Bolsonaro hizo una visita oficial a Surinam. Fue la primera visita a Surinam hecha por un jefe de Estado brasileño desde 2005, cuando el entonces presidente Lula da Silva estuvo en Paramaibo.

## Comercio
El Comercio entre Brasil y Surinam es limitado. En 2019, Surinam exportó 36.1 millones de dólares en bienes a Brasil, con la principal exportación siendo pelusa de tabaco. Brasil exportó 41 millones de dólares en bienes, con los principales productos exportados siendo maquinaria de construcción y aves de corral.

## Migración
Existe una cantidad significativa de brasileños viviendo en Surinam. La estimación en el 2000 era de 40.000 personas. Una larga porción de los brasileños son garimpeiros (prospectores ilegales de oro) que han creado poblados como Villa Brazil, y Antonio do Brinco. La palabra brasileña garimpeiro se ha convertido en la palabra genérica para referirse a los prospectores de oro en Surinam y Guayana Francesa.